# Kees van der Zwaard
Cornelis (Kees) van der Zwaard (Aalsmeer, 1962) is een Nederlands schrijver, scenarist, theoloog en theatermaker.

## Carrière
Van der Zwaard groeide op in een Nederlands-hervormd gezin. Hij studeerde theologie aan de Universiteit Utrecht. Na zijn studie was hij in de jaren negentig predikant aan de kerken van Deil en Enspijk. Vanaf 1998 werkt hij als freelance schrijver en theatermaker. Ook speelt hij in theatervoorstellingen, variërend van toneelmonoloog tot kleinkunst. Veel toneelstukken gingen over het christelijke geloof. In het kader van Maarten Luther schreef hij het toneelstuk Hier sta ik. Verder schrijft Van der Zwaard toneelstukken voor kindervoorstellingen. In opdracht van Kamp Vught schreef hij het toneelstuk Ik was, jij was. Daarnaast schijft hij toneelstukken over de Tweede Wereldoorlog die bedoeld zijn voor jongeren en zich afspelen bij militaire begraafplaatsen. Hij is sinds 2019 werkzaam als predikant aan de Janskerkgemeente in Utrecht.

## Toneelstukken
- Bonhoeffer
- De vrouw die alles al had
- De dag dat God 10 jaar werd
- Hier sta ik
- Alzh... enzo...
- Broer van Job

## Discografie
- 2015 - Woelgeestballades

## Publicatie
- 2019 - Tussen front en thuisfront i.s.m. Henk Fonteyn